# Nuova Zelanda ai Giochi della XXXI Olimpiade
La Nuova Zelanda ha partecipato ai Giochi della XXXI Olimpiade, che si sono svolte a Rio de Janeiro, Brasile, dal 5 al 21 agosto 2016 con una delegazione di 199 atleti, 100 donne e 99 uomini che hanno partecipato alle competizioni in 20 sport. È stata la prima volta che nella delegazione neozelandese il numero di atlete donne ha superato quello degli uomini. La squadra ha conquistato 18 medaglie (4 ori, 9 argenti e 5 bronzi), superando il record di 13 medaglie di Seoul 1988 e di Londra 2012.

## Medaglie

### Medagliere per disciplina
| Sport            | Oro | Argento | Bronzo | Totale |
| ---------------- | --- | ------- | ------ | ------ |
| Canottaggio      | 2   | 1       | 0      | 3      |
| Vela             | 1   | 2       | 1      | 3      |
| Canoa/kayak      | 1   | 1       | 1      | 3      |
| Atletica leggera | 0   | 1       | 3      | 4      |
| Ciclismo         | 0   | 1       | 0      | 1      |
| Golf             | 0   | 1       | 0      | 1      |
| Rugby a 7        | 0   | 1       | 0      | 1      |
| Tiro             | 0   | 1       | 0      | 1      |
| Totale           | 4   | 9       | 5      | 18     |

### Medaglie d'oro
| Medaglia | Nome                     | Sport       | Evento                 |
| -------- | ------------------------ | ----------- | ---------------------- |
| Oro      | Hamish Bond Eric Murray  | Canottaggio | 2 senza maschile       |
| Oro      | Mahé Drysdale            | Canottaggio | Singolo maschile       |
| Oro      | Lisa Carrington          | Canoa/kayak | K1 200 metri femminile |
| Oro      | Peter Burling Blair Tuke | Vela        | 49er maschile          |

### Medaglie d'argento
| Medaglia | Nome | Sport            | Evento                          |
| -------- | --- | ---------------- | ------------------------------- |
| Argento  | Natalie Rooney | Tiro             | Trap femminile                  |
| Argento  | Shakira Baker Kelly Brazier Gayle Broughton Theresa Fitzpatrick Sarah Goss Huriana Manuel Kayla McAlister Tyla Nathan-Wong Terina Te Tamaki Ruby Tui Niall Williams Portia Woodman | Rugby a 7        | Torneo femminile                |
| Argento  | Luuka Jones | Canoa/kayak      | Slalom K1 femminile             |
| Argento  | Eddie Dawkins Ethan Mitchell Sam Webster | Ciclismo         | Inseguimento a squadre maschile |
| Argento  | Valerie Adams | Atletica leggera | Getto del peso femminile        |
| Argento  | Genevieve Behrent Rebecca Scown | Canottaggio      | 2 senza femminile               |
| Argento  | Jo Aleh Polly Powrie | Vela             | 470 femminile                   |
| Argento  | Alex Maloney Molly Meech | Vela             | 49erFX femminile                |
| Argento  | Lydia Ko | Golf             | Individuale femminile           |

### Medaglie di bronzo
| Medaglia | Nome            | Sport            | Evento                     |
| -------- | --------------- | ---------------- | -------------------------- |
| Bronzo   | Sam Meech       | Vela             | Laser maschile             |
| Bronzo   | Lisa Carrington | Canoa/kayak      | K1 500 metri femminile     |
| Bronzo   | Tomas Walsh     | Atletica leggera | Getto del peso maschile    |
| Bronzo   | Eliza McCartney | Atletica leggera | Salto con l'asta femminile |
| Bronzo   | Nick Willis     | Atletica leggera | 1500 metri piani maschili  |

### Statistiche
Medaglie per genere
| Genere | Oro | Argento | Bronzo | Totale |
| ------ | --- | ------- | ------ | ------ |
| Uomini | 3   | 1       | 3      | 7      |
| Donne  | 1   | 8       | 2      | 11     |

## Atletica
La Nuova Zelanda ha qualificato a Rio i seguenti atleti:
- Lancio del peso maschile - 1 atleta (Tom Walsh)

## Nuoto
| Atleta        | Evento         | Batterie | Batterie   | Semifinali      | Semifinali      | Finale          | Finale          |
| Atleta        | Evento         | Tempo    | Classifica | Tempo           | Classifica      | Tempo           | Classifica      |
| ------------- | -------------- | -------- | ---------- | --------------- | --------------- | --------------- | --------------- |
| Helena Gasson | 100 m farfalla | 59"82    | 32ª        | non qualificata | non qualificata | non qualificata | non qualificata |

| Atleta           | Evento       | Batterie | Batterie   | Semifinali | Semifinali | Finale          | Finale          |
| Atleta           | Evento       | Tempo    | Classifica | Tempo      | Classifica | Tempo           | Classifica      |
| ---------------- | ------------ | -------- | ---------- | ---------- | ---------- | --------------- | --------------- |
| Matthew Hutchins | 400 m libero | 3:48"25  | 19ª        | N.D.       | N.D.       | non qualificato | non qualificato |
| Glenn Snyders    | 100 m rana   | 1:00"26  | 16ª C      | 1:00"50    | 15ª        | non qualificato | non qualificato |